# Никитино (Дмитровский городской округ)
Никитино — деревня в Дмитровском районе Московской области, в составе сельского поселения Якотское. Население — 10 чел. (2010). До 2006 года Никитино входило в состав Слободищевского сельского округа.

## Расположение
Деревня расположена в северо-восточной части района, у границы с Сергиево-Посадским, примерно в 20 км к северо-востоку от Дмитрова, высота центра над уровнем моря 136 м. Ближайшие населённые пункты — Василево на северо-западе, Кикино на севере и Старово на юге.

## Население
| 2002 | 2006 | 2010 |
| ---- | ---- | ---- |
| 8    | ↗12  | ↘10  |